# Supercopa de la CAF 1999
La Supercopa de la CAF 1999  fue la 7.ª edición de la Supercopa de la CAF, que enfrentó al Mimosas de Costa de Marfil, campeón de la Liga de Campeones de la CAF 1998, y el Espérance de Tunis de Túnez, campeón de la Recopa Africana 1998.
El encuentro se disputó en el Estadio Houphouët-Boigny de Abiyán, en Costa de Marfil.

## Equipos participantes
En negrita ediciones donde el equipo salió ganador.
| Equipo             | Vía de clasificación                           | Participaciones previas |
| ------------------ | ---------------------------------------------- | ----------------------- |
| ASEC Mimosas       | Campeón de la Liga de Campeones de la CAF 1998 | Debutante               |
| Espérance de Tunis | Campeón de la Recopa Africana 1998             | 1 (1995)                |

## Ficha del partido
| 7 de febrero | ASEC Mimosas                 | 3:1 (1:1, 1:0) (t. s.) | Espérance de Tunis  | Estadio Houphouët-Boigny, Abiyán |                               |
|              | Zézé 36', 120' · Dindane 96' |                        | El Ouaer 88' (pen.) | Árbitro(s): Gamal Al-Ghandour    | Árbitro(s): Gamal Al-Ghandour |

|                                  |
| Bandera de Costa de Marfil       |
| Campeón ASEC Mimosas 1.er título |